# Проспект Металургів (Кривий Ріг)
Проспект Металургів — проспект в Металургійному районі Кривого Рогу. Одна з центральних вулиць Соцміста. Є важливою транспортною артерією міста.
Бере початок від вул. Криворіжсталі. Прямує переважно в північному напрямку. Перетинає балку Червону та такі вулиці: вул. Нікопольське шосе, вул. Соборності, вул. Героїв АТО. До проспекту примикають вулиці: вул. Володимира Бизова, вул. Віталія Матусевича, вул. Юрія Камінського, вул. Степана Тільги, вул. Вадима Гурова, вул. Ландау. Закінчується примикаючи до площі 95 кварталу на 95 кварталі. Загальна довжина проспекту становить 2.82 км.

## Історичні відомості
Формування вулиці припало на XX століття й пов'язане з розвитком Соцміста.

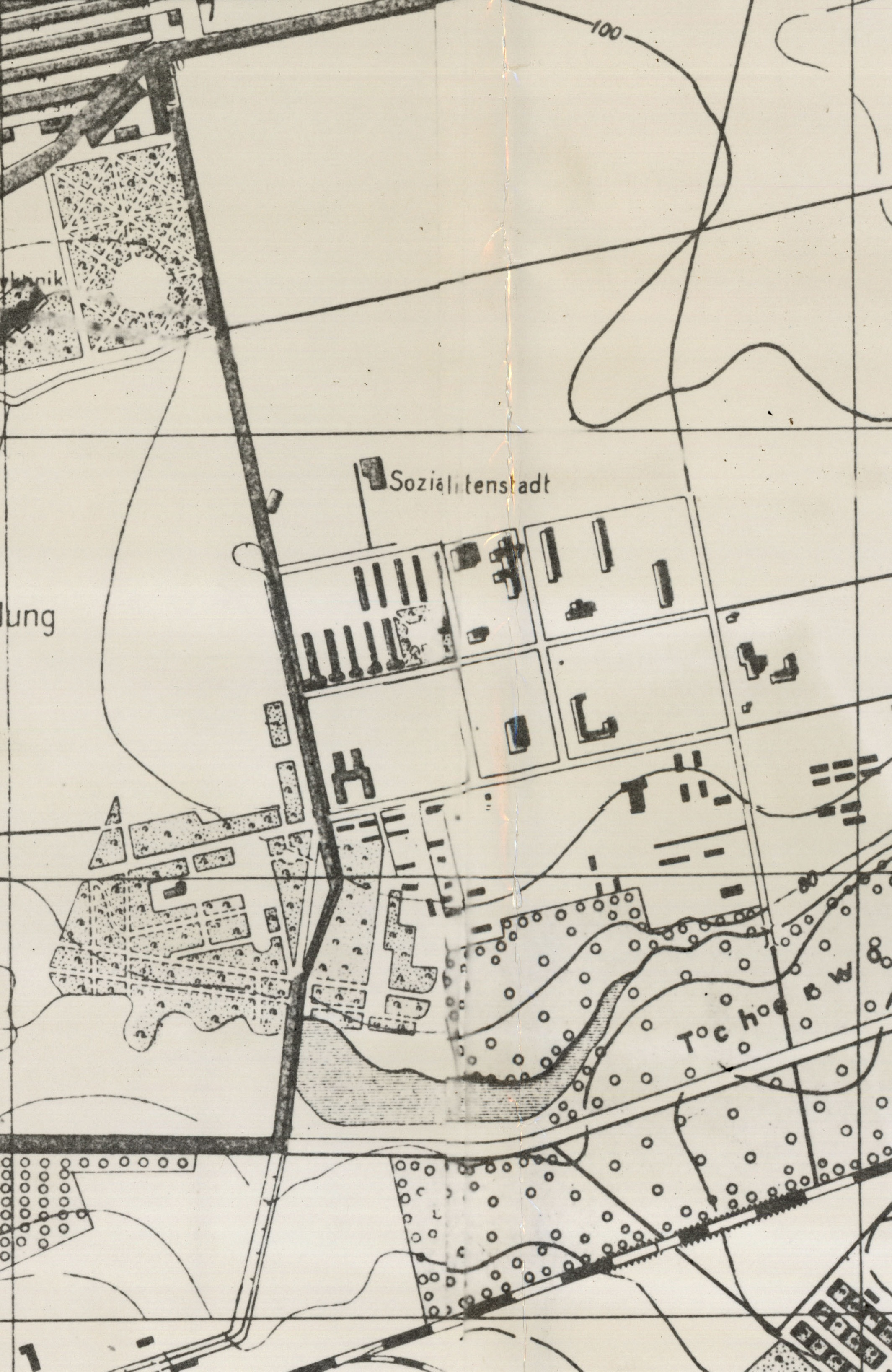
Проспект Металургів на німецькому плані часів окупації. 1943 рік.

## Транспорт
Проспект Металургів є важливою транспортною артерією Кривого Рогу: вулицею рухаються тролейбуси та автобуси, маршрутні таксі, наявна станція метро.

### Міський тролейбус
В другій половині 1960-х років по проспекту Металургів було прокладено тролейбусну лінію, яка функціонує й зараз. Тролейбусне сполучення з'єднує Соцмісто з північними районами Кривого Рогу, історичним центром міста, залізничними станціями Кривий Ріг та Кривий Ріг-Головний.

### Преметро
На розі проспекту Металургів та вулиці Косіора, поблизу стадіону «Металург», палацу культури «Металург» і парку імені Богдана Хмельницького, розташовується одна з чотирьох підземних станцій Криворізького швидкісному трамваю — «Проспект Металургів».

### Міський трамвай
З 11 грудня 1935 року до 1989 року по проспекту Металургів проходила трамвайна лінія. Однак в зв'язку з будівництвом швидкісного трамвая, частину лінії звичайного міського трамвая було перенесено на вулиці Вітчизни, Рязанова (Святогеоргіївська), Нікопольське шосе. Зараз проспект Металургів лише перетинає трамвайні колії на перехресті з вул. Соборності.

## Визначні місця

### Парк ім. Богдана Хмельницького

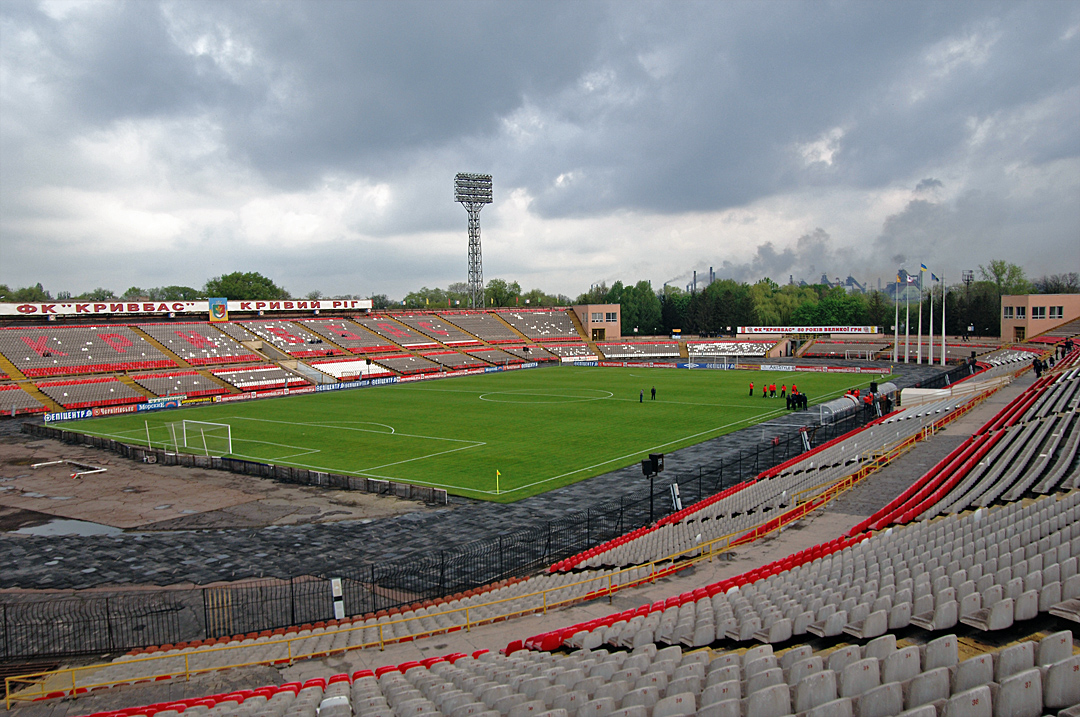
Стадіон «Металург»

Парк культури та відпочинку імені Богдана Хмельницького є одним найбільших парків Кривого Рогу. Його площа становить 420 000 м². Він розташований в центральній частині Соцміста й обмежується вулицями Косіора та Рязанова, і, власне, проспектом Металургів.
На території парку розташовуються:
- Палац культури «Металург»;
- Пам'ятник Богдану Хмельницькому;
- Пам'ятник Леніну (знесений)
- плавальний басейн;
- стадіон «Металург»;
- Криворізька Льодова арена;

### Стадіон «Металург»
Багатофункціональний стадіон місткістю 29 783 глядачів. В різні часи був домашнім стадіоном криворізьких футбольних команд: ФК «Кривбас» та ФК «Гірник». Стадіон часто стає місцем проведення різноманітних масових культурних заходів.

### Парк Героїв

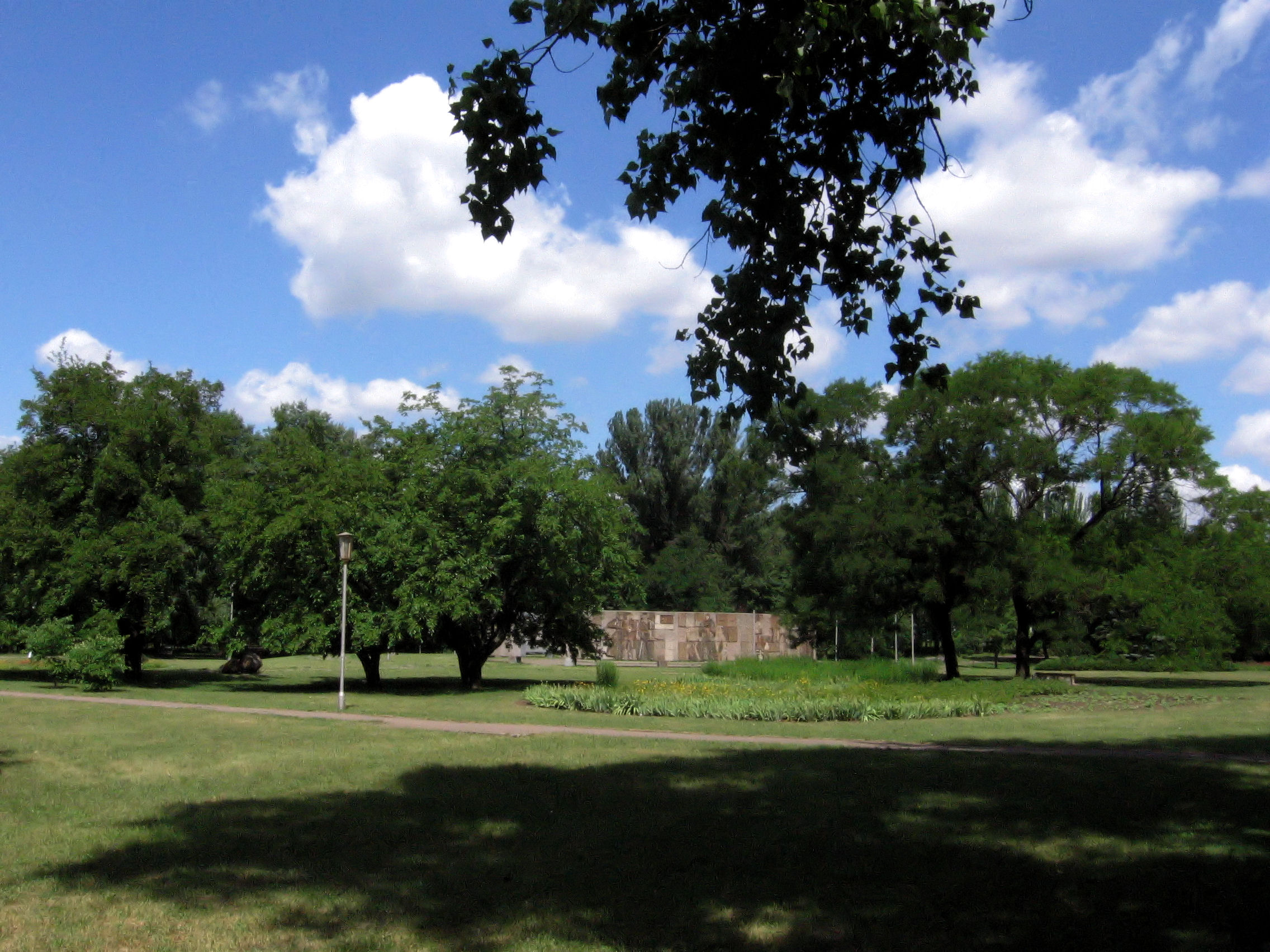
Загальний вигляд на центральну частину парку Героїв. 2011 рік

Районний парк в Металургійному районі міста площею 109 000 м²

### Квітковий годинник

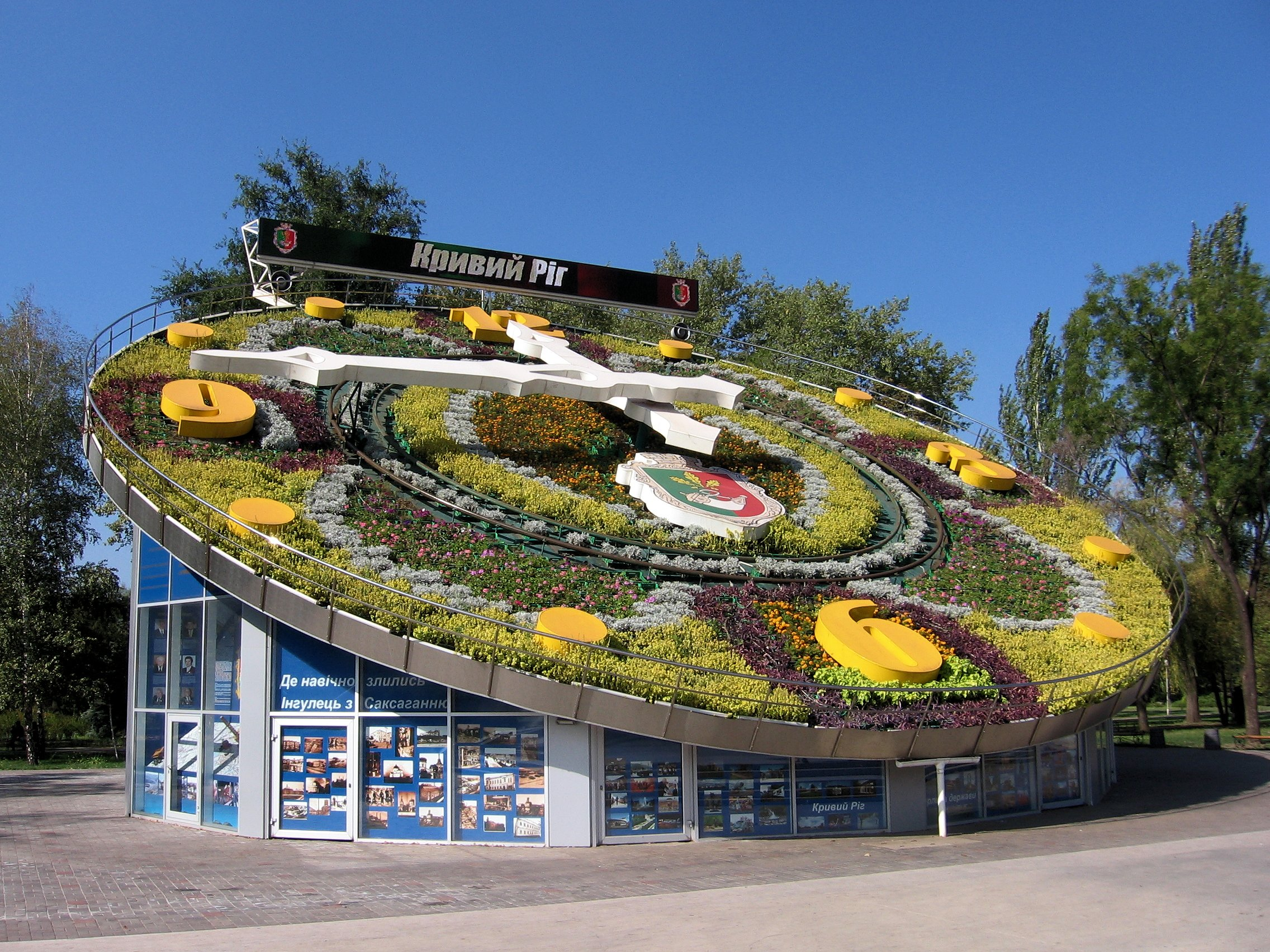
Квітковий годинник у Кривому Розі

Розташований на просп. Металургів у парку Героїв квітковий годинник є найбільшим в світі. Його було запушено 22 серпня 2011 року. Діаметр циферблата — 22 метри, довжина хвилинної стрілки до 12 метрів. Тут висаджені 22 000 квітів шести видів. Хід стрілки забезпечує годинниковий механізм, розташований під спорудою. Починаючи з 2013 року всередині споруди квіткового годинника почала функціонувати 3D-відеогалерея Криворізького міського історико-краєзнавчого музею.